# Tüskevár (televíziós sorozat)
A Tüskevár 1967-ben bemutatott fekete-fehér ifjúsági filmsorozat, melyet a Magyar Televízió Fekete István híres regényéből Fejér Tamás rendezésében készített.

## Cselekmény
|  | Alább a cselekmény részletei következnek! |

Ladó Gyula Lajos (Seregi Zoltán) vézna budapesti fiú, akit féltenek a szülei, ezért még a nyári úttörőtáborba sem engedik el. A fiú egyetlen lehetősége a nyaralásra az, ha a tanév vége után a rokonaihoz utazhatna a Kis-Balatonhoz. A szülei azonban feltételhez kötik a vidéki vakációzást: a jó bizonyítvány alapkövetelmény. Számtanból a közepest a "kutya" Kengyelnél javítani szinte lehetetlen. A tanévzárón derül ki, hogy mi lesz Ladó Gyula Lajos, „Tutajos” sorsa. A nyár elején a fiú boldogan utazik Sármellékre, rokonlátogatóba.
István bácsi (Zenthe Ferenc), a vendéglátó igen elfoglalt ember, ezért Tutajost az öreg Matula bácsi (Bánhidi László), a természet jó ismerőjének gondjaira bízza. Az öreg már korán hajnalban kiviszi Tutajost a nádasba horgászni. A fiú makacs, és csak a saját feje után megy: nem csizmát, hanem szandált vesz fel a nádasban, így nem csoda, ha össze-vissza szurkálja a szúrós növényrengeteg a lábát. Később meg napszúrást kap, s a hátleégés csillapítására használt kezelések közben is - nappal - csillagokat lát. Ennek ellenére szép napot töltenek együtt, és saját maguk által készített halászlét esznek.

Matula bácsi szerepében Bánhidi László

A kalandos nyár során Tutajos egyre több tapasztalatot gyűjt, egyre bölcsebbé válik. Bár kiismeri magát a természetben, azért még érik meglepetések: az egyik horgászat közben valamilyen falánk ragadozók állandóan lelopják a horgáról a csaliállatait. Matula bácsi segítségével finom, ízletes kis rákokat fognak, és a fiú végre egyedül horgászik. Ekkor egy óriás csukával gyűlik meg a baja.
Matula bácsi és Tutajos csónakon járják be a nádast. A fiú megtanulja az evezés fortélyait. Az öreg - kitartó üldözés után - hatalmas halat fog, és meg is süti, amiből óriási lakomát csapnak. A nádas élővilágának megismerésére leskunyhót épít az öreg, ahol sok időt töltenek.
Vendég érkezik Tutajoshoz. Pondoray Béla, „Bütyök” látogat el hozzájuk. Tutajos és osztálytársa együtt élvezik a nyári szabadságot. A tapasztaltabb természetjáró ifjú megtanítja városi barátjának, hogyan kell a nádasban (túl)élni. Tutajos lelő egy ragadozó madarat, és elhatározza, hogy kitömeti, és az iskolájának ajándékozza majd. Már előre örül neki, hogy milyen színesen és élvezetesen mesélik el kalandjaikat az iskolatársaiknak.
Tutajos és Bütyök a nádasban horgászik, amikor hirtelen egy hatalmas vihar kellős közepébe kerülnek. Az égbolt elsötétedik, és a szélvihar csaknem felborítja a csónakjukat. A hirtelen támadó jégesőben a két fiú futva igyekszik hazáig, remegve bújnak össze a sátrukban. Átfáznak, lázasak lesznek, ezért be kell vinni őket a faluba, és ki kell hívni hozzájuk az orvost.
Bütyök hamar kiheveri a meghűlést, de Tutajos tüdőgyulladást kap. Amíg felgyógyul, addig Bütyök István bácsinak segít a gazdaságban, a takarmányt mázsálja egy mérlegen. Béla egy itt dolgozó fiatal lányba, Katicába lesz szerelmes. Pár hét után - hála a gondos orvosi és Náncsi néni általi gondozásnak - Tutajos is meggyógyul, és a fiúk visszamennek a berekbe Matula bácsihoz. Az öreg izgalmas programot szervez a számukra, a Tüskevár titkai után kutatnak. A felfedezés közben Bütyök lába alatt megnyílik a föld, egy középkori vármaradvány pincéjébe esik. A fiúnak szerencsére nem esik komoly baja, a gyógyulását azonban egy kis itókával kell az öregnek támogatnia.
A két fiú elbúcsúzik a gyönyörű tájtól, Matula bácsi a csónakból integet utánuk. A fiúk az iskolában az új tanév kezdetekor büszkén, de szerényen mesélik nyári kalandjaikat, de a többiek így is nehezen hiszik el. Tutajosra rá sem lehet ismerni, mind fizikailag, mind lelkileg megerősödött.
|  | Itt a vége a cselekmény részletezésének! |

## Epizódok
- 1. rész: Nyaralás feltételekkel (29 perc)
- 2. rész: A nádvilág (34 perc)
- 3. rész: A szökevény óriás (29 perc)
- 4. rész: A leskunyhóban (33 perc)
- 5. rész: Hárman a berekben (29 perc)
- 6. rész: Viharban (29 perc)
- 7. rész: Tüskevár meghódítása (32 perc)
- 8. rész: Búcsú a berektől (30 perc)

## Szereplők
- Bánhidi László - Matula bácsi
- Seregi Zoltán - Tutajos/Ladó Gyula Lajos
- Barabás Tibor (szinkronhangja: Petrik József) - Bütyök/Pondoray Béla
- Zenthe Ferenc - István bácsi
- Dajka Margit - Piri "mama"
- Tábori Nóra - Tutajos édesanyja
- Kállai Ferenc - Tutajos apja/Ladó Gyula Ákos
- Velenczey István - Kengyel, a számtantanár
- Földi Teri - Barkóczi Éva, Kengyel tanár úr menyasszonya
- Kiss Manyi - Náncsi néni
- Molnár Tibor - Siklósi Balázs
- Pethes Sándor - Lajos bácsi, az osztályfőnök
- Zách János - Orvos

## Elemzés
A nyolcrészes sorozat ma már klasszikusnak számít, a hazai filmgyártás akkori, sikeres korszakának egyik mérföldköve. Fejér Tamás a Princ, a katona után ezzel az alkotással gazdagította életművét.
A Tüskevár filmsorozat sikerét a remek alapanyagon túl a Kis-Balaton szépségének, a kiváló színészeknek, a kiváló operatőri munkának és a stílusos rendezésnek köszönheti. Olyan nevek tűnnek fel benne, mint Zenthe Ferenc, Kállai Ferenc, Kiss Manyi és Bánhidi László. A gyerekszínészek is jól teljesítenek, külön érdekesség, hogy egyikük utószinkront kapott (Barabás Tibor - Bütyök). Seregi Zoltán (Tutajos) azóta elvétve színházban látható, filmre nem került többé. 1993-ban visszatért a tévéhez, ő rendezte a Frici, a vállalkozó szellem című sorozatot.
A filmsorozat azon ritka alkotások közé tartozik, ami túl a regény hiteles adaptálásán önmagában is helytáll. Nevelő célzata, őszinte, ízes nyelvezete és lelke ma is megfogja az embert. A táj szépségét hűen tükrözi, természetbeli képei roppant részletesen mutatják be a lápvilág életét. A regény folytatását, a Téli berek-et sajnos nem adaptálták (habár Seregi Zoltán később megírta hozzá a forgatókönyvet), igaz, a könyv is kisebb sikert ért el, mint elődje.

## Forgatási helyszínek
A film jeleneteinek nagy részét a Ráckevei-Duna-ágon forgatták. Eredeti helyszínen a vasúti hidas jelenet készült, ami Balatonszentgyörgy és Keszthely között található a Balatonszentgyörgy–Tapolca–Ukk-vasútvonal Zala-folyó feletti hídján, illetve a sármelléki vasútállomáson forgatott jelenet, ez utóbbinál emléktábla van a film forgatásáról. Az iskolai jelenetek a Lágymányosi lakótelepen a Baranyai utcai általános iskolában (napjainkban: Lágymányosi Bárdos Lajos Két Tanítási Nyelvű Általános Iskola)  készültek.

## Érdekesség
A sorozat vadmadár felvételeinek egy részét Homoki Nagy István készítette, néhány felvétel a korábbi természetfilmjeiből származik.
A kor szellemének megfelelően néhány helyen eltértek a regény szó szerinti cselekményétől, a regényben ugyanis:
1.) Janda nem hátra fordulva bólogatva "súg", hanem csak egyetértően bólogat a feleletre, amit Tutajos észrevesz. 
2.) Tutajosnak nem nagymamája van, hanem nagynénje (Piri mama), aki édesapja özvegy testvére. 
3.) Bütyök nem úttörőtábor miatt nem megy Tutajossal, hanem azért, mert özvegy édesanyjának kell segítenie a mosott ruhák visszavitelében. 
4.) Tutajos nem egyedül utazik vidékre, hanem István bácsival. István bácsi eljön érte Budapestre, és egy ideig ott tartózkodik. 
5.) Tutajos nem a berekben gyújt rá a szivarra, hanem még a faluban, István bácsi házában, megérkezése napján. 
6.) Tutajost leégése után nem Matula ápolja, hanem hazamegy a faluba, és Náncsi néni kezeli liliomolajjal. 

## Filmfeldolgozás
2005 óta tervben volt a regény újbóli filmre adaptálása, de különböző, legfőképp anyagi okok miatt a projekt sokáig vesztegelt. A film nagy részét Balogh György rendező irányításával 2004 és 2005 nyarán, a hiányzó részek többségét 2006 szeptemberében forgatták. Tutajost Nagy Marcell, Bütyököt Péntek Bálint, Matulát pedig Kovács Lajos alakítja a filmben. Mellettük mellékszerepekben olyan neves színészek láthatók, mint Eperjes Károly, Haumann Péter, Pogány Judit és Hirtling István. Bemutatója 2012. október 4-én volt.

## Felújítása
Az eredeti sorozatot (ami a kornak megfelelően nem elektronikusan rögzített volt, hanem hagyományos 4:3-as képarányú és fekete-fehér filmre készült) 2018/19-ben restaurálták és konvertálták HD ill. UHD minőségre, felújított hanggal, azaz MTVA restaurátor-műhelyében a 35 mm-es filmkockákból valódi 4K felbontásút (4096 x 3072 képpont) varázsoltak, úgy, hogy közben az UHD TV-k formátumára is konvertálták, azaz 3840x2160 képpontra (a full HD négyszerese). Az elkészült új verziót többször újra vetítették (az egyik ilyen HD minőségű verzió elérhető a youtube-on is) ill. 2019. június 15-től sorozatként a Nemzeti Archívum ban elérhetővé vált online is.

## Kapcsolódó szócikk
- Tüskevár (regény)